# Heterocarpus oryx
Heterocarpus oryx är en kräftdjursart som beskrevs av Alphonse Milne-Edwards 1881. Heterocarpus oryx ingår i släktet Heterocarpus och familjen Pandalidae. Inga underarter finns listade i Catalogue of Life.